# Standarte des Präsidenten der Deutschen Demokratischen Republik
Die Standarte des Präsidenten der Deutschen Demokratischen Republik war die in der Zeit von 1949 bis 1960 geführte Standarte des offiziellen DDR-Staatsoberhaupts. Sie wurde als Kfz-Flagge verwendet. Das Amt des Präsidenten nahm während dieser Zeit Wilhelm Pieck ein. Nach dessen Tod wurde das Amt Präsident der DDR abgeschafft und durch den Staatsrat der DDR mit einem Ersten Vorsitzenden ersetzt.

## Entwicklung der Standarte
Die erste Standarte des Präsidenten hatte die Form einer rechteckigen Flagge in den Farben Schwarz-Rot-Gold mit der im roten Streifen befindlichen Aufschrift „Präsident“ in Gelb, sowie „D.D.R.“ (entgegen der offiziellen amtlichen Abkürzung mit Punkten) im darunter liegenden Streifen in schwarzen Buchstaben. Die Flagge umgab ein Streifen in gelber Farbe. Ein Original der Standarte befindet sich im Deutschen Historischen Museum in Berlin.
Ab dem Jahr 1950 wurde die Standarte geändert und zeigte jetzt die Aufschriften in Fraktur. Eine weitere Änderung ergab sich im Jahr 1951 als eine neue Standarte eingeführt wurde, die in den Farben und mit dem Zeichen der DDR dargestellt werden sollte. Es ist unklar, ob diese Standarte jemals in der Praxis Verwendung fand, da keinerlei Fotos bzw. Abbildungen vorhanden sind. Das Gleiche betraf die nachfolgende Standarte, die ggf. mit dem im Jahr 1953 veränderten DDR-Zeichen ausgestattet worden sein könnte. Bis zum Jahr 1955 galt das Wappen der DDR nur als inoffiziell und durfte nicht als „Wappen“ bezeichnet werden. Ministerpräsident Otto Grotewohl erklärte im Jahr 1951, dass das derzeitige Emblem der DDR „halboffiziös“ sei und jeder Hinweis darauf, dass es sich um das offizielle Wappen der DDR handele, zu unterbleiben habe. Dies geschah wohl, um damalige gesamtdeutsche Verhandlungen nicht zu torpedieren und durch Deklaration eines offiziellen DDR-Wappens „vollendete Tatsachen“ zu schaffen. Mit der endgültigen Festlegung des DDR-Wappens am 26. September 1955 wurde die Präsidentenstandarte letztmals abgeändert und zeigte von da an eine quadratische Standarte mit rotem Hintergrund, die von einem schmalen Rand aus schwarz-rot-goldenen Streifen eingefasst war. Der Rand wurde durch goldene Fransen abgeschlossen.
| Flagge | Datum        | Bezeichnung                                        | Beschreibung |
| ------ | ------------ | -------------------------------------------------- | --- |
|        | 1949–1950    | Standarte des Präsidenten der DDR                  | Das Original der Standarte war aus Blech, hatte eine Größe von 18 × 25,5 cm und wurde am 18. November 1949 angenommen. |
|        | 1950–1951    | Standarte des Präsidenten der DDR                  | Zeitgenössische Fotos zeigen, dass die Standarte aus Textilien gefertigt war und gegenüber dem Vorgängermodell etwas verkürzt wurde. Die Flagge wurde Mitte des Jahres 1950 eingeführt.                                                                                                 |
|        | 1951–1953(?) | Standarte des Präsidenten der DDR (Rekonstruktion) | Über die Maße der Standarte ist nichts bekannt. Auch ist unklar, wie der Rand ausgesehen haben könnte bzw. wie das DDR-Zeichen exakt integriert war bzw. integriert werden sollte. Das Emblem wurde bereits am 12. Januar 1950 eingeführt, die Standarte am 29. Januar 1951 angenommen. |
|        | 1953–1955(?) | Standarte des Präsidenten der DDR (Rekonstruktion) | Das Emblem der DDR wurde am 28. Mai 1953 geändert und ähnelte bereits dem endgültigen Wappen von 1955. Unterschiede bestanden im weißen Zentrum, sowie der Öffnung des Zirkels. Ob diese Standarte so je Verwendung fand, ist unbekannt.                                                |
|        | 1955–1960    | Standarte des Präsidenten der DDR                  | Die Standarte wurde bis zum 7. September 1960 geführt, als Wilhelm Pieck starb und das Präsidentenamt abgeschafft wurde. |